# Azjdar Ibragimov
Azjdar Ibragimov (født 29. april 1919 i Asjkhabad i Russiske SFSR, død 20. september 1993 i Moskva i Rusland) var en sovjetisk filminstruktør.

## Filmografi
- Dela serdetjnyje (Дела сердечные, 1973)[1][2]